# Kamienica przy ulicy 3 Maja 17 w Katowicach
Kamienica przy ulicy 3 Maja 17 w Katowicach – zabytkowa kamienica mieszkalno-handlowa, położona przy ulicy 3 Maja 17 w Katowicach-Śródmieściu. Jest ona wybudowana w stylu secesyjnym według projektu opracowanego w pracowni Ignatza Grünfelda. Oddano ją do użytku w 1904 roku.

## Historia
Kamienica została oddana do użytku w 1904 roku, zaś projekt budynku powstał w pracowni Ignatza Grünfelda. Wzniesiono ją w miejscu wcześniejszego, neorenesansowego domu. Właścicielami kamienicy byli m.in.: S. Wiener, G. Lippmann, J. Unger i F. Cwienk.
W latach 1935–1936 właścicielem kamienicy byli Alexander Skiba oraz Jan Winicki. W tym czasie funkcjonował tam m.in. skład pierza Maksa Neumanna, zakład fryzjerski Antoniego Rulczyńskiego, skład przyborów elektrycznych Kahle i Cless Nast., Dudzik E. i S-ka (firma ta powstała już w 1896 roku), biuro adwokackie Mieczysława Kanarka i pracownia gorsetów „Eugenja”. W kamienicy tej, w okresie międzywojennym dział także sklep, w którym S. Menczel sprzedawał dywany i linoleum, a także firma ubezpieczeniowa „Orzeł”.
W dniu 31 października 1991 roku budynek wpisano ją do rejestru zabytków. W 2000 roku kamienica przeszła modernizację. W tym okresie działał tu m.in. sklep z butami włoskimi Baldinini. W 2005 roku współwłaściciel kamienicy toczył spór z właścicielami sąsiadującej z nią kamienicy przy ulicy Stawowej 9. Współwłaściciel zabytkowej kamienicy twierdził, że prace prowadzone w sąsiednim budynku doprowadziły do pęknięć ścian nośnych, zawalenia stropu i przekrzywienia sufitów.

## Charakterystyka

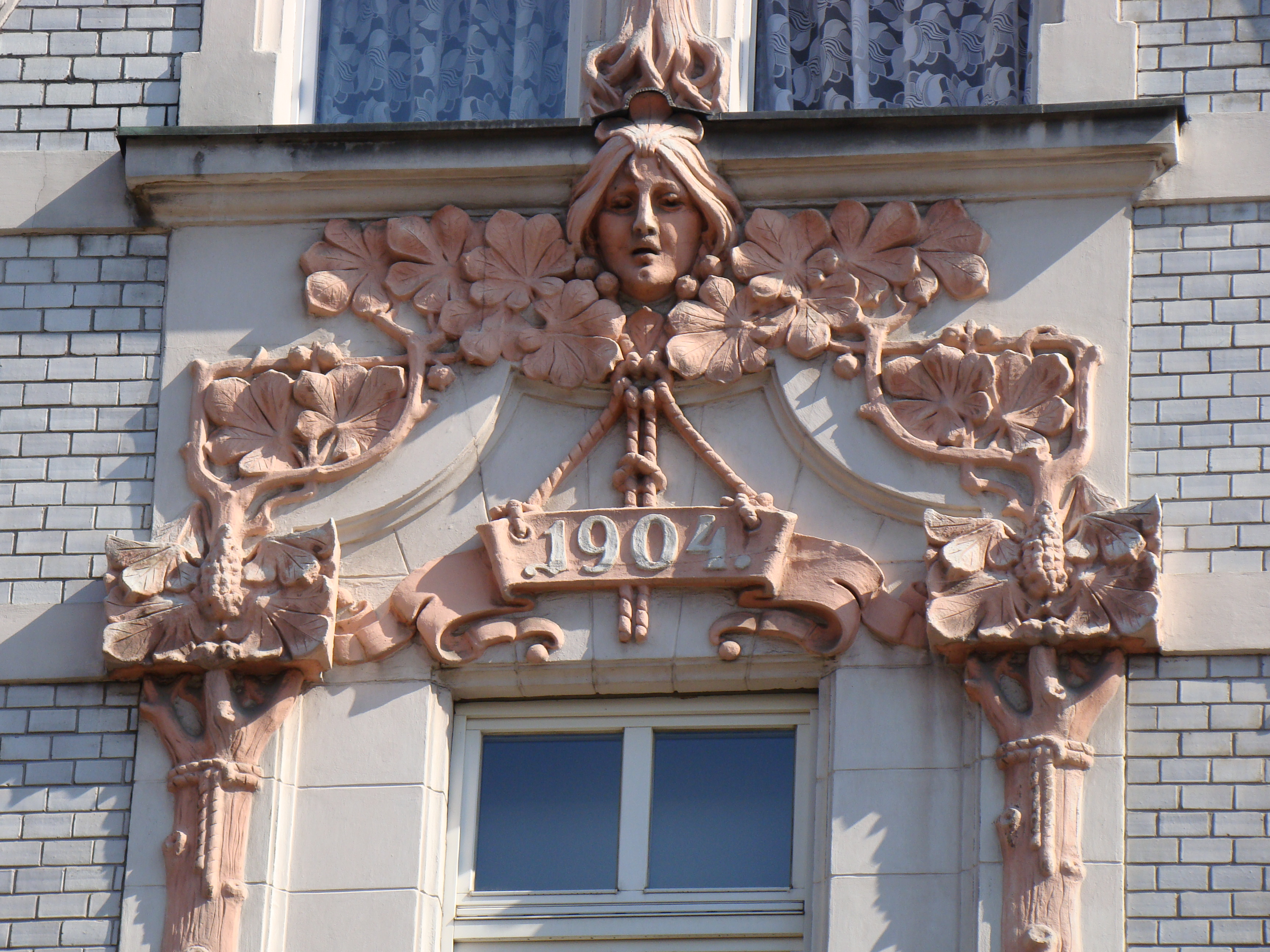
Secesyjny naczółek nad środkowym oknem 4. kondygnacji we wschodnim ryzalicie z inskrypcją

Zabytkowa kamienica mieszkalno-handlowa położona jest przy ulicy 3 Maja 17 w katowickiej dzielnicy Śródmieście.
Wybudowana jest ona w stylu secesyjnym, na planie litery „U” i wraz z oficynami bocznymi i tylną tworzy blok zabudowy. Powierzchnia zabudowy budynku wynosi 550 m². Kamienica posiada cztery kondygnacje nadziemne, podpiwniczenie i poddasze. Parter elewacji frontowej z biegiem lat został przebudowany, zaś drzwi wejściowe do kamienicy znajdują się na szóstej osi.
Fasada kamienicy jest niesymetryczna, licowana białą, glazurowaną cegłą. Posiada ona bogate, tynkowane dekoracje o tematyce secesyjnej, barwione w kolorze różu malwy w szczytach, konsolach wspierających balkony oraz w okolicach okien. Fasada ta jest dziewięcioosiowa, z dwoma ryzalitami zwieńczonymi szczytami o bardzo delikatnych ornamentach w postaci liści kasztanowca i głów kobiecych. Pomiędzy szczytami, nad dwuspadowym dachem znajdują się cztery lukarny.
Ryzality zostały ujęte w tynkowane, boniowane lizeny. W ryzalicie zachodnim, znajdujące się na czwartej kondygnacji potrójne okno objęte jest sztukatorskimi płycinami z półkolistym balkonem z tralkową balustradą, zaś w ryzalicie po wschodniej stronie środkowe okno czwartej kondygnacji zdobi secesyjny naczółek o bogatym konturze. Tam też znajduje się inskrypcja z datą budowy kamienicy. Spośród balkonów dwa z nich posiadają dekoracyjne, kute balustrady.
Otwory okienne są prostokątne, ujęte w tynkowane paski. Na drugiej kondygnacji wspierają się na nich gzymsy prócz okien w zachodnim ryzalicie. Na trzeciej kondygnacji okna są zwieńczone mniejszymi, secesyjnymi naczółkami, zaś na ostatniej zostały ujęte w uszate opaski.
Kamienica jest wpisana do rejestru zabytków pod numerem A/1440/91 (obecnie nr rej.: A/1012/22) – granice ochrony obejmują cały budynek. Budynek wpisany jest także do gminnej ewidencji zabytków miasta Katowice.
Na początku 2022 roku w systemie REGON pod tym adresem zarejestrowanych były 14 aktywnych podmiotów gospodarczych, w tym Biuro Regionu Śląskiego Platformy Obywatelskiej, a także biura poselskie m.in. Jerzego Buzka i Jana Olbrychta. Kamienica ta była wówczas także m.in. siedzibą sklepu odzieżowego, salonu fryzjerskiego i salonu optycznego.